# ديميتار ستيليانوف
ديميتار ستيليانوف (بالبلغارية: Димитър Щилянов)‏ (مواليد 17 يوليو 1976) هو ملاكم بلغاري، مثّل بلاده في الألعاب الأولمبية الصيفية 2004.

## روابط خارجية
ديميتار ستيليانوف على موقع أوليمبيديا (الإنجليزية)